# 攻必勝
攻必勝，是日本純種競賽馬匹。生涯主要活躍於短途及一哩賽事，曾勝出2020年朝日盃未來錦標，亦於NHK一哩賽中跑獲季軍。

## 出賽前
2018年2月4日出生於北海道安平町北部牧場，成長途中於一口馬主俱樂部Sunday Racing Co. Ltd.進行馬主募集。
其後交由栗東訓練中心練馬師中內田充正訓練。

## 競賽生涯

### 2歲
2020年7月26日出戰新潟競馬場2歲新馬戰，比賽途中一直保持於第五之下在直路進行加速，可惜未能追上前方的Salvia下以1/2馬位落敗。
其後於2歲未勝利戰以第五落敗後，終於在11月的另一場2歲未勝利戰取得首勝。
12月20日出戰朝日盃未來錦標，由於其目前僅勝出未勝利戰，因而於賽前僅獲得第七人氣。比賽開始後，其順利進佔先頭位置跟隨月上遊及志承於藍推進，並於比賽途中稍爲前移進佔有利位置。進入直路後，其隨即衝出進入衝刺狀態並超越對手取得領先，其後繼續保持速度下成功抵擋後方星光速的追擊，爆冷取得首個一級賽冠軍之餘亦以1分32.3秒完賽時間打破阪神競馬場草地1600米賽道2歲馬紀錄。

### 3歲
2021年首戰爲獵鷹錦標，比賽初段選擇於第二的位置緊叮領放馬靈感莊園推進，然而於直路施加足夠壓力，最終無法阻止對手一放到底下以第二完賽。
其後出戰NHK一哩賽，比賽途中一直以較快的步速維持於先頭位置，進入直路後隨即加速並一度取得領先，可惜其後於終點善前被外檔纏鬥的兩匹同主馬速度大師及前人足跡超越，最終跑獲季軍。
夏季放草過後於9月出戰京成盃秋季讓賽，雖然其成功於直路上進佔外檔有利位置並順利加速，但仍然無法壓制一同衝出的歌德教堂及超越領放馬反身舞步下再度獲得第三。
11月21日出戰一哩冠軍賽，比賽初段採取先頭戰術下以第三左右的位置進入直路，然而無法走勢下瞬間失速，最終以第十三大敗。
其後出戰阪神盃，本次比賽夥拍杜滿樂下於初段改變戰術，選擇保持於中團較後的位置等待時機。進入直路後，其成功抽出大外檔並轟出後600米34.0秒的驚人末腳，最終將前方馬匹蠶食殆盡下奪得自朝日盃未來錦標後時隔1年的勝利。

### 4歲
2022年首戰爲高松宮紀念，然而受到軟地影響加上其於處對自身擅長戰術不利的大外檔起步，最終完全未能發揮實力下以第十二大敗。
其後陣營安排其遠征英國出戰白金禧錦標，但實力完全未能和對手比拼下最終以第十九慘敗。
回國進行充足休養過後於12月出戰阪神盃尋求連霸，然而於最後關頭和全音階的纏鬥中落敗，被對手率先透出下以鼻位差距憾負得第二。

### 5歲
2023年年初，繼續選擇以短途戰線為主軸，然而出戰阪急盃及高松宮紀念均未能掄元，分別跑獲第七及第五。
而於高松宮紀念賽後，其於放草時被發現右前腳膝部有發熱感覺，經過X光檢查後發現爲右前腳第三趾骨骨折，最終進入長達6個月的休養。
10月28日復出出戰天鵝錦標，比賽初段選擇留於隊伍最後方推進，進入直路後雖然跑出全場最佳末腳，但仍然未能扭轉局勢，最終以第六完賽。
12月23日出戰阪神盃，比賽開始後其保持於中團靠後的位置推進，全程保持於外疊並以緩慢的節奏行進。通過彎道進入直路時，其於外檔位置展開加速，雖然未能成功壓逼較早前經已衝出的出奇致勝，但仍然以鼻位之優勢壓贏處於內欄的愛勁利，最終以第二的戰績完賽。
完成阪神盃後，陣營考慮其年齡等因素，決定安排其退役，並於12月27日取消日本中央競馬會的賽駒註冊。

### 詳細賽績
| 日期       | 舉辦國家 | 馬場   | 距離   | 級別 | 賽事名稱       | 負重 | 騎師     | 馬號 | 出馬 | 名次 | 時間    | 頭馬（二馬）     |
| ---------- | -------- | ------ | ------ | ---- | -------------- | ---- | -------- | ---- | ---- | ---- | ------- | ---------------- |
| 26/7/2020  | 日本     | 新潟   | 草1400 |      | 2歲新馬        | 54   | 川田將雅 | 10   | 15   | 2    | 1:22.4  | Salvia           |
| 19/9/2020  | 日本     | 中京   | 草1600 |      | 2歲未勝利      | 54   | 川田將雅 | 7    | 10   | 4    | 1:34.3  | 赤紅晨曦         |
| 7/11/2020  | 日本     | 阪神   | 草1400 |      | 2歲未勝利      | 55   | 川田將雅 | 8    | 17   | 1    | 1:20.4  | （Lord Respect） |
| 20/12/2020 | 日本     | 阪神   | 草1600 | GI   | 朝日盃未來錦標 | 55   | 川田將雅 | 2    | 16   | 1    | 1:32.3  | （星光速）       |
| 20/3/2021  | 日本     | 中京   | 草1400 | GIII | 獵鷹錦標       | 57   | 川田將雅 | 4    | 15   | 2    | 1:20.1  | Lord Respect     |
| 9/5/2021   | 日本     | 東京   | 草1600 | GI   | NHK一哩賽      | 57   | 川田將雅 | 8    | 18   | 3    | 1:32.1  | 速度大師         |
| 12/9/2021  | 日本     | 中山   | 草1600 | GIII | 京成盃秋季讓賽 | 56   | 川田將雅 | 1    | 16   | 3    | 1:32.1  | 哥德教堂         |
| 21/11/2021 | 日本     | 阪神   | 草1600 | GI   | 一哩冠軍賽     | 56   | 池添謙一 | 9    | 16   | 13   | 1:33.8  | 放聲歡呼         |
| 25/12/2021 | 日本     | 阪神   | 草1400 | GII  | 阪神盃         | 56   | 杜滿樂   | 12   | 18   | 1    | 1:20.3  | （好森林）       |
| 27/3/2022  | 日本     | 中京   | 草1200 | GI   | 高松宮紀念     | 57   | 福永祐一 | 18   | 18   | 12   | 1:08.8  | 日照飛駿         |
| 19/6/2022  | 英國     | 雅士谷 | 草1200 | GI   | 白金禧錦標     | 59.5 | 杜滿樂   | 10   | 24   | 19   | 1:13.50 | 海金冠           |
| 24/12/2022 | 日本     | 阪神   | 草1400 | GII  | 阪神盃         | 57   | 杜滿樂   | 18   | 18   | 2    | 1:20.2  | 全音階           |
| 26/2/2023  | 日本     | 阪神   | 草1400 | GIII | 阪急盃         | 57   | 岩田望來 | 7    | 15   | 7    | 1:20.1  | 愛勁利           |
| 26/3/2023  | 日本     | 中京   | 草1200 | GI   | 高松宮紀念     | 58   | 岩田望來 | 16   | 18   | 5    | 1:12.0  | 初勁             |
| 28/10/2023 | 日本     | 京都   | 草1400 | GII  | 天鵝錦標       | 57   | 岩田望來 | 8    | 18   | 6    | 1:20.3  | 極級必勝         |
| 23/12/2023 | 日本     | 阪神   | 草1400 | GII  | 阪神盃         | 57   | 莫雅     | 10   | 17   | 2    | 1:19.4  | 出奇致勝         |

## 退役後
退役後，攻必勝成爲了配種馬，於北海道安平町社台Stallion Station休養，在2024年進行配種，首批子嗣將於2025年出生。首批子嗣可於2027年出賽。

## 血統簡介
父系范高爾爲英國賽駒，生涯十四戰全勝並曾勝出包含二千堅尼錦標在內的八項一級賽，更於2011及2012年連霸歐洲馬王。祖父天文學家亦爲英國賽駒，爲2001年葉森打吡及英皇佐治六世及皇后伊利沙伯鑽石錦標冠軍，退役後亦成爲著名種馬。
母系Wavell Avenue爲美國賽駒，生涯戰績不俗，曾勝出育馬者盃雌馬短途大賽。外祖父Harlington亦爲美國賽駒，生涯戰績不俗，曾勝出二級賽灣流讓賽。

### 血統表
| 父線：鞍匠井系（北地舞人系）                             |                             |               |                 |
| 種馬 范高爾 2008年（棗色）                               | 天文學家 1998年（棗色）     | 鞍匠井        | 北地舞人        |
| 種馬 范高爾 2008年（棗色）                               | 天文學家 1998年（棗色）     | 鞍匠井        | Fariy Bridge    |
| 種馬 范高爾 2008年（棗色）                               | 天文學家 1998年（棗色）     | 海都市        | Miswaki         |
| 種馬 范高爾 2008年（棗色）                               | 天文學家 1998年（棗色）     | 海都市        | Allegretta      |
| 種馬 范高爾 2008年（棗色）                               | Kind 2001年（棗色）         | 丹山          | 單色            |
| 種馬 范高爾 2008年（棗色）                               | Kind 2001年（棗色）         | 丹山          | Razyana         |
| 種馬 范高爾 2008年（棗色）                               | Kind 2001年（棗色）         | Rainbow Lake  | 追逐彩虹        |
| 種馬 范高爾 2008年（棗色）                               | Kind 2001年（棗色）         | Rainbow Lake  | Rockfest        |
| 繁殖雌馬 Wavell Avenue 2011年（棗色）                    | Harlington 2002年（深棗色） | Unbridled     | Fappiano        |
| 繁殖雌馬 Wavell Avenue 2011年（棗色）                    | Harlington 2002年（深棗色） | Unbridled     | Gana Facil      |
| 繁殖雌馬 Wavell Avenue 2011年（棗色）                    | Harlington 2002年（深棗色） | Serena's Song | Rahy            |
| 繁殖雌馬 Wavell Avenue 2011年（棗色）                    | Harlington 2002年（深棗色） | Serena's Song | Imgining        |
| 繁殖雌馬 Wavell Avenue 2011年（棗色）                    | Lucas Street 2004年（栗色） | Silver Deputy | Deputy Minister |
| 繁殖雌馬 Wavell Avenue 2011年（棗色）                    | Lucas Street 2004年（栗色） | Silver Deputy | Silver Valley   |
| 繁殖雌馬 Wavell Avenue 2011年（棗色）                    | Lucas Street 2004年（栗色） | Ruby Park     | Bold Ruckus     |
| 繁殖雌馬 Wavell Avenue 2011年（棗色）                    | Lucas Street 2004年（栗色） | Ruby Park     | Katebyrne       |
| 雌系：號族：10-a                                         |                             |               |                 |
| 五代內近親交配：北地舞人 4×5、淘金者 5×5×5、害羞新郎 5×5 |                             |               |                 |

## 命名由來
名字Grenadier Guards（グレナディアガーズ）出自英國陸軍之步兵團：擲彈兵衛隊，香港則取其意思加以聯想，翻譯为「攻必勝」。

## 外部連結
- 攻必勝 netkeiba.com （页面存档备份，存于）
- 血統表 （页面存档备份，存于）